# Carly Simon
Carly Elisabeth Simon (New York, 25. lipnja 1945.) je američka pjevačica, kantautorica, glazbenica i dječja autorica.
Prvo je u 1970-ima došla do slave s nizom hitova. Imala je 13 pjesama u Top 40 američkih hitova uključuju "Anticipation" (br. 13), "You Belong To Me" (br. 6), "Coming Around Again" (br. 18), i njezina četiri zlatna singla "Jesse" (br. 11), "Mockingbird" (br. 5, duet s Jamesom Taylorom), "You're So Vain" (br. 1), i "Nobody Does It Better" (br. 2) iz filma o Jamesu Bondu iz 1977. godine „Špijun koji me je volio“.
Nakon kratkog dueta sa sestrom Lucy pod nazivom „Simon Sisters“, pronašla je veliki uspjeh kao solo umjetnica s debi albumom „Carly Simon“ iz 1971. godine, za kojeg je dobila nagradu Grammy za najbolju novu umjetnicu i imala je hit singl "That's the Way I've Always Heard It Should Be".
Simon je postigla međunarodnu slavu sa svojim trećim albumom „No Secrets“, koji je pet tjedana čvrsto bio na prvom mjestu na Billboard 200 sa svjetskim hitom "You're So Vain", za kojeg je dobila tri nominacije za Grammy, uključujući nagradu „Record of the Year“ i „Song of the Year“.
Godine 1994. ušla je u "Songwriters Hall of Fame", a 2004. u "Grammy Hall of Fame" za "You're So Vain". Godine 1995. i 1998. Simon je dobila bostonsku "Nagradu za životno djelo" i počasni doktorat glazbenog stupnja Berklee College of Music.
Simon je bivša supruga još jednog uglednog pjevača i tekstopisca, Jamesa Taylora. Simon i Taylor zajedno imaju dvoje djece, Sarah Simon Taylor i Benjamina Simon Taylora, koji su također glazbenici.